# 森英樹 (法学者)
森 英樹（もり ひでき、1942年（昭和17年）4月23日 - 2020年（令和2年）4月26日）は、日本の憲法学者。名古屋大学名誉教授。専門は憲法。名古屋大学大学院法学研究科教授及び理事・副総長、全国憲法研究会代表、民主主義科学者協会法律部会副理事長、日本学術会議会員等を歴任した。三重県出身。

## 略歴
略歴は以下のとおり。

### 学歴
- 1955年3月 - 津市立南立誠小学校卒業
- 1958年3月 - 津市立橋北中学校卒業
- 1961年3月 - 三重県立津高等学校卒業、関西文理学院通学
- 1966年3月 - 京都大学法学部卒業
- 1968年3月 - 名古屋大学大学院法学研究科修士課程修了（政治学専攻・憲法）

### 職歴
- 1967年1月 - 愛知憲法会議事務局長
- 1968年4月 - 名古屋大学法学部助手（憲法講座）
- 1972年7月 - 名古屋大学法学部助教授（憲法講座）
- 1978年6月 - 名古屋大学職員組合連合会委員長
- 1979年9月 - ハイデルベルク大学法学部客員研究員
- 1983年7月 - 名古屋大学法学部教授（公法講座）
- 1987年9月 - 河北大学法学部客員講師
- 1994年10月 - 民主主義科学者協会法律部会事務局長
- 1995年4月 - 東京大学社会科学研究所非常勤講師
- 1995年12月 - 復旦大学法学部客員講師
- 1996年4月 - 名古屋大学法学部長・名古屋大学評議員（1998年3月まで）
- 2000年7月 - 第18期日本学術会議会員
- 2003年7月 - 第19期日本学術会議会員
- 2004年4月 - 国立大学法人名古屋大学副総長・理事（人事・労務担当）（2006年3月まで）
- 2005年4月 - 法学館憲法研究所客員研究員
- 2005年10月 - 全国憲法研究会代表、復旦大学法学部客員教授
- 2006年1月 - 愛知憲法会議代表委員
- 2006年3月 - 名古屋大学定年退職
- 2006年4月 - 龍谷大学大学院法務研究科教授
- 2010年3月 - 憲法改悪阻止各界連絡会議代表委員
- 2011年3月 - 龍谷大学定年退職

## 著作

### 単著
- 『憲法検証 天皇・安保・政党法』（花伝社，1990年）
- 『主権者はきみだ 憲法のわかる50話〔新版〕』（岩波書店，1997年・初版1991年）
- 『憲法の平和主義と「国際貢献」』（新日本出版社，1992年）
- 『これがPKOだ 憲法と国際協力を考える50話』（岩波ジュニア新書）（岩波書店，1993年）
- 『検証 論理なき「政治改革」』（大月書店，1993年）
- 『憲法のこころに耳をすます』（かもがわ出版，1997年）
- 『国際協力と平和を考える50話』（岩波ジュニア新書）（岩波書店，2004年）
- 『大事なことは憲法が教えてくれる 日本国憲法の底力』（新日本出版社，2015年）

### 訳書
- （ゲオルグ・イェリネック：著）『少数者の権利 転機に立つ憲法政治と憲法学』（日本評論社，1989年）

### 編著
- 『政党国庫補助の比較憲法的総合的研究』（柏書房，1994年）
- 『市民的公共圏形成の可能性 比較憲法的研究をふまえて』（日本評論社，2003年）
- 『現代憲法における安全 比較憲法学的研究をふまえて』（日本評論社，2009年）
- 『集団的自衛権行使容認とその先にあるもの』（別冊法学セミナー）（日本評論社，2015年）
- 『安保関連法総批判 憲法学からの「平和安全」法制分析』（別冊法学セミナー）（日本評論社，2015年）

### 共著
- （樋口陽一・山内敏弘・佐藤幸治・中村睦男・浦部法穂）『憲法入門(１)〔新版〕』（有斐閣，1990年・初版1977年）
- （永井憲一・久保田穣・広沢明・戸波江二・中島徹）『憲法学習のとびら〔新版〕』（日本書籍，1994年・初版1983年）
- （浦部法穂・大久保史郎）『現代憲法講義〈1〉[講義編]〔第3版〕』（法律文化社，2002年・初版1993年）
- （渡辺洋三・広渡清吾）『政治改革への提言』（岩波書店，1993年）
- （渡辺治・和田進・三輪隆・浦田一郎・浦部法穂）『「憲法改正」批判』（労働旬報社，1994年）
- （法学セミナー編集部・編）『憲法の近未来をどうする!?』（日本評論社，1994年）
- （水島朝穂・浦部法穂・伊藤真）『伊藤真が問う日本国憲法の真意』（日本評論社，2015年）
- （松井芳郎・斉藤豊治）『国際法・憲法と集団的自衛権』（清風堂書店，2015年）

### 共編著
- （長谷川正安・有倉遼吉）『文献選集日本国憲法13・憲法改正論』（三省堂，1977年）
- （浦部法穂・大久保史郎・山口和秀）『現代憲法講義〈2〉[演習編]』（法律文化社，1989年）
- （浜林正夫）『歴史のなかの日本国憲法 世界史から学ぶ』（地歴社，1996年）
- （樋口陽一・高見勝利・辻村みよ子）『憲法理論の50年』（日本評論社，1996年）
- （倉持孝司）『新・あたらしい憲法のはなし』（日本評論社，1997年）
- （水島朝穂・渡辺治）『グローバル安保体制が動きだす あたらしい安保のはなし』（日本評論社，1998年）
- （樋口陽一・高見勝利・辻村みよ子）『国家と自由』（日本評論社，2004年）
- （青木みか）『平和をつむぐ 平和憲法を守る9人の手記』（風媒社，2011年）
- （樋口陽一・高見勝利・辻村みよ子）『国家と自由・再論』（日本評論社，2012年）
- （白藤博行・愛敬浩二）『 3・11と憲法』（日本評論社，2012年）
- （杉原泰雄・樋口陽一）『戦後法学と憲法 歴史・現状・展望 長谷川正安先生追悼論集』（日本評論社，2012年）

### 講演録
- （森英樹講演会実行委員会・編）『壊憲に向かう安倍政権の暴走と矛盾 森英樹講演録』（ほっとブックス新栄，2014年）